# Gran Premio Massaua-Fossati 1950
Il Gran Premio Massaua-Fossati 1950, prima storica edizione della corsa, si svolse dal 23 al 25 aprile 1950 su un percorso di 540 km. La vittoria fu appannaggio dell'italiano Franco Franchi, che completò il percorso in 17h10'14", precedendo i connazionali Gino Campigli e Vittorio Magni.

## Tappe
| Tappa  | Data      | Percorso            | km  | Vincitore di tappa  | Leader cl. generale |
| ------ | --------- | ------------------- | --- | ------------------- | ------------------- |
| 1ª     | 23 aprile | Grosseto > Piombino | 175 | Giovanni Roma       | Giovanni Roma       |
| 2ª     | 24 aprile | Piombino > Siena    | 175 | Fausto Montesi      | Franco Franchi      |
| 3ª     | 25 aprile | Siena > Grosseto    | 190 | Giordano Giovannoni | Franco Franchi      |
| Totale | Totale    | Totale              | 540 |                     |                     |

## Dettagli delle tappe

### 1ª tappa
- 23 aprile: Grosseto > Piombino – 175 km

Risultati
| Pos. | Corridore     | Squadra    | Tempo    |
| ---- | ------------- | ---------- | -------- |
| 1    | Giovanni Roma | Bottecchia | 5h24'30" |

| Pos. | Corridore     | Squadra    | Tempo    |
| ---- | ------------- | ---------- | -------- |
| 1    | Giovanni Roma | Bottecchia | 5h24'30" |

### 2ª tappa
- 24 aprile: Piombino > Siena – 175 km

Risultati
| Pos. | Corridore          | Squadra      | Tempo    |
| ---- | ------------------ | ------------ | -------- |
| 1    | Fausto Montesi     | SS Collinese | 5h40'30" |
| 2    | Italiano Lazzerini | Arbos        | s.t.     |
| 3    | Franco Franchi     | Taurea       | s.t.     |

| Pos. | Corridore      | Squadra | Tempo |
| ---- | -------------- | ------- | ----- |
| 1    | Franco Franchi | Taurea  | ?     |

### 3ª tappa
- 25 aprile: Siena > Grosseto – 190 km

Risultati
| Pos. | Corridore           | Squadra    | Tempo    |
| ---- | ------------------- | ---------- | -------- |
| 1    | Giordano Giovannoni | -          | 6h01'30" |
| 2    | Luciano Frosini     | Legnano    | s.t.     |
| 3    | Giovanni Roma       | Bottecchia | s.t.     |

| Pos. | Corridore      | Squadra    | Tempo     |
| ---- | -------------- | ---------- | --------- |
| 1    | Franco Franchi | Taurea     | 17h10'14" |
| 2    | Gino Campigli  | -          | a 9'05"   |
| 3    | Vittorio Magni | Bottecchia | a 10'07"  |

## Ordine d'arrivo (Top 5)
| Pos. | Corridore          | Squadra         | Tempo     |
| ---- | ------------------ | --------------- | --------- |
| 1    | Franco Franchi     | Taurea          | 17h10'14" |
| 2    | Gino Campigli      | -               | a 9'05"   |
| 3    | Vittorio Magni     | Bottecchia      | a 10'07"  |
| 4    | Italiano Lazzerini | Arbos           | a 10'11"  |
| 5    | Ettore Varocchi    | Viscontea-Ursus | a 10'26"  |